# The Weirdness
Albums de The Stooges
Raw Power
(1973) Ready to Die
(2013)
The Weirdness est le quatrième album studio des Stooges, produit par Steve Albini. Il est sorti le 5 mars 2007.

## Liste des titres
Tous les titres ont été écrits par Iggy Pop, Ron Asheton et Scott Asheton.
1. Trollin' - 3:07
2. You Can't Have Friends - 2:22
3. ATM - 3:15
4. My Idea Of Fun - 3:17
5. The Weirdness - 3:45
6. Free and Freaky - 2:39
7. Greedy Awful People - 2:07
8. She Took My Money - 3:49
9. End Of Christianity - 4:19
10. Mexican Guy - 3:29
11. Passing Cloud - 4:04
12. I'm Fried - 3:44

### Morceaux bonus
Tous les titres ont été écrits par Iggy Pop, Ron Asheton et Scott Asheton, sauf I Wanna Be Your Man (Lennon/McCartney).
1. O Solo Mio - 6:05
2. Claustrophobia - 3:01
3. I Wanna Be Your Man - 3:31
4. Sounds Of Leather - 2:38

Ces morceaux ne figurent que sur le pressage vinyle du disque. O Solo Mio est également disponible sur le pressage japonais du CD. I Wanna Be Your Man est aussi disponible sur iTunes.

## Musiciens
- Iggy Pop - Chant
- Ron Asheton - Guitares
- Scott Asheton - Batterie
- Mike Watt - Basse

### Musiciens additionnels
- Brendan Benson - chœurs sur la piste 6
- Steve Mackay - saxophone sur les pistes 5, 8, 11 et 12.